# PMBus
PMBus (Power Management Bus, en anglès Bus de manegament de potència) és un estàndard obert i una variant del bus SMBus (System Management Bus) el qual s'encarrega del control digital de fonts d'alimentació. Igual que SMBus, és un protocol de comunicacions de baixa velocitat basat en I2C. A diferència de SMBus, defineix una sèrie de comandes d'usuari. PMBus va ser fundat per una coalició de fabricants de semiconductors i fonts commutades.

## Comparació amb SMBus
| Paràmetre                 | SMBus                    | PMBus                                       |
| ------------------------- | ------------------------ | ------------------------------------------- |
| Línies de Bus             | Clock, Data, Interrupció | Clock, Data, Interrupció, Control,Protecció |
| Velocitat màx. de Bus I2C | 100 KHz                  | 400 KHz (PMBus 1.2) 1 MHz (PMBus 1.3)       |
| Blocks                    | fins a 255 bytes         | fins a 32 bytes                             |
| Bits d'adressa            | 7 bits                   | 7 bits                                      |
| Comandes d'usuari         | no                       | sí                                          |

## Versions
- PMBus 1.0 : inicial de l'any 2005
- PMBus 1.1 : l'any 2007
- PMBus 1.2 : l'any 2010[4]
- PMBus 1.3 : l'any 2013. Millores :[5]
  - Major velocitat de bus fins a 1 MHz
  - Suport de format de nombres de coma flotant.
  - Comandes per a definir els llindars de tensió en forma de percentatges.
  - Funcionalitat AVS (Adaptive voltage scaling)

## Comandes
- Comandes de paàmetres elèctric: tensions, corrents, freqüència de commutació i potència.[6]
- Comandes de paràmetres físics : temperatura, velocitat de ventiladors.
- Comandes de temporització.